# Armoriale delle famiglie italiane (Ru-Rz)
Questo è l'armoriale delle famiglie italiane il cui cognome inizia con le lettere che vanno da Ru a Rz.

## Armi

### Rub
| Stemma | Casato e blasonatura |
| ------ | --- |
|        | Rubà o Robba o Rubba (Messina) d'azzurro, alla croce potenziata d'oro (citato in Mango) |
|        | Rubatti o Rubato (Torino) Titolo: consignori di Revigliasco e Celle Inquartato, al 1° d'azzurro, alla fascia accompagnata da 5 stelle, 3 e 2, il tutto d'oro; al 2° e 3° di verde, al frantoio da biade d'oro; al 4° di rosso, alla fascia d'oro, accompagnata da 5 T d'argento, tre di sopra ordinate e due di sotto; e sul tutto, troncato d'azzurro e di verde, il primo a tre stelle ordinate in fascia, il secondo a un frantoio, il tutto d'oro Motto: Pondere ac motu (citato in (16)) |
|        | Rubatti o Rubatto o De Rubati (Cuneo) Titolo: conte di Torricella; signore di Roasio, Torricella D'azzurro, allo scaglione d'argento, accompagnato in capo da due stelle d'oro, e in punta da tre frantoi (rubatti) d'oro, male ordinati (citato in (16) e in (22)) alias D'azzurro, allo scaglione d'argento, accompagnato in capo da due stelle d'oro, e in punta da tre besanti male ordinati, sormontati da tre frantoi (rubatti) d'oro, male ordinati (citato in (16)) alias d'azzurro, al capriolo d'argento, accompagnato in capo da due stelle d'oro e in punta da tre bisantini, mal ordinati, il tutto d'oro (citato in (22)) Cimiero: un uomo armato ascendente sopra l'elmo, qual nella mano tiene una mazza / il guerriero con la mazza d'armi, nascente Motto: Tas stil |
|        | Rubatti o Rubatto o Rubaty (Cuneo, Ginevra) (FR) d'azur au chevron d'argent accompagné en chef de deux étoiles de meme et en pointe de 3 bésants de meme, mal ordonnés (citato in (22)) Cimiero: un buste d'homme ténent un sceptre / les étoiles et les bésants d'or |
|        | Rubbino o Rubbini o Rubino (Ragusa) Titolo: barone di S. Bartolomeo, Musebbi d'oro, al braccio armato, movente dal fianco sinistro dello scudo, impugnante una picca a due rami di verde, sormontata da un rubino (citato in Mango e in (20)) Corona di barone Notizie storiche in Famiglie nobili di Sicilia. Ulteriori notizie storiche in Famiglie nobili di Sicilia. |
|        | Rubei (Sezze) (la blasonatura non è stata ancora caricata) |
|        | Rubeis o Rossi o Russo (Ravello) Di rosso alla fascia centrata d'oro (citato in DAlena e in Chiese di Ravello.) alias di rosso a tre bande d'oro, quella di mezzo accostata da due gigli dello stesso, al capo d'azzurro caricato da una colomba passante d'argento (citato in DAlena e in Chiese di Ravello.) |
|        | Rubeni (Gubbio) di rosso, a due triangoli vuoti, intrecciati e contrapposti, racchiudenti in cuore tre stelle di otto raggi, il tutto d'oro (citato in (2) - pag. 559 e in DAlena) 2 triangoli equilateri intrecciati formanti una stella di Davide racchiudenti - 3 stelle (8 raggi) poste 2,1 tutto di oro su rosso (citato in LEOM) |
|        | Rubilio (Firenze) albero di pino nodrito su una zolla (ristretto) di verde accostato da destra da - un leopardo illeonito di rosso tutto su argento - croce di Sant'Andrea di rosso su azzurro accantonata da - 3 stelle (5 raggi) di oro poste 1,2 e in basso da una luna montante di oro su azzurro (citato in LEOM) |
|        | Rubilly (Valdigne) D'oro, a due fasce di rosso, al leone di nero, linguato di rosso, attraversante (citato in (16)) |
|        | Rubin o Rubin de Cervin Albrizzi (Savoia, Torino, Roma, Venezia) Titolo: baroni D'azzurro, al leone d'oro, lampassato di rosso alias Inquartato, al 1° e 4° d'azzurro, al leone d'oro, al 2° e 3° d'azzurro, alla fascia troncata di nero e d'argento, sostenente un elmo piumato, d'argento (citato in (16)) |
|        | Rubin de Cervin (Torino) leone rampante di oro su azzurro - fascia troncata di nero e di argento sostenente - un elmo di profilo di argento piumato dello stesso su azzurro (citato in LEOM) |
|        | Rubini o Rubino (Carmagnola) D'azzurro, a tre anelli d'oro, con il rubino al naturale, incastonato (citato in (16)) |
|        | Rubino o Rubini (Pinerolo) D'argento, al decusse, accantonato da quattro rose, il tutto di rosso (citato in (16)) |
|        | Rubino (San Giorgio Canavese, Torino) D'azzurro, a due bande d'argento, con il capo d'oro, carico di un'aquila coronata di nero, afferrante una palma di verde Motto: Virtute duce (citato in (16)) |
|        | Rubino (Fossano ?) D'azzurro, a due bande di rosso, cucite, con il capo d'argento, carico di un'aquila di nero (citato in (16)) |
|        | Rubino o Robino (Valperga) Troncato, al 1° d'oro, all'aquila di nero, al 2° d'azzurro, all'anello d'oro, con il rubino al naturale, incastonato, e due rami di quercia d'oro, infilzati nell'anello, decussati e addossati Motto: Cum labore quies (citato in (16)) |
|        | Rubino o Robino (Strambino) Di rosso, a due pali di argento, con il capo di verde, cucito, carico di un anello d'oro, con il rubino al naturale, incastonato Motto: Hos nemo dissolvet (citato in (16)) |
|        | Rubino o Rubbino (Sicilia) guerriero armato senza elmo al naturale in maestà uscente dalla troncatura tenente con le mani di carnagione 2 triangoli equilateri intrecciati formanti la stella di Davide su azzurro - stella (6 raggi) di oro in alto a destra su azzurro - braccio sinistro uscente da sinistra vestito di viola afferrante con la mano di carnagione una rosa al naturale di rosso stelata e fogliata di verde su argento - nero pieno (citato in LEOM) |
|        | Rubino o Rubbino (Sicilia) braccio destro armato uscente da destra afferrante una alabarda tutto al naturale incrociata a 2 rami di verde - la picca sormontata da un rubino di rosso tutto su oro (citato in LEOM) |
|        | Ruboli troncato: nel 1º d'oro, all'aquila di nero, coronata dello stesso; nel 2º d'azzurro, con due tronchi noderosi decussati, d'oro (citato in (5) - pag. 144) |

### Ruc
| Stemma | Casato e blasonatura |
| ------ | --- |
|        | Rucellai (Firenze) fasciato, increspato, di azzurro e d'oro di dieci pezzi (citato in (2) - pag. 316, in (5) - pag. 138 (burellato) e in DAlena) |
|        | Rucellai trinciato: nel 1º di rosso, al leone d'oro, passante sulla partizione; nel 2º burellato increspato d'argento e d'azzurro di dieci pezzi (citato in (5) – pag. 48) |
|        | Rucellai (Firenze) Fasciato increspato d'azzurro e d'oro (citato in (14)) alias Burellato increspato d'azzurro e d'oro (citato in (14)) Fasciato increspato d'azzurro e d'oro di otto pezzi (DE) 7mal blau-gold im Zahnschnitt geteilt (citato in (23)) alias Trinciato: nel 1° di rosso, al leone d'argento (talvolta leopardito); nel 2° fasciato increspato d'azzurro e d'oro (citato in (14)) (Immagine nella Raccolta stemmi Trippini (JPG).) alias (DE) Schräggeteilt: Oben in Rot 1 der Teilungslinie nach schreitender silberner Löwe, unten in Gold 3 blaue Zickzackbalken (citato in (23)) alias Trinciato: nel 1° di rosso, al leone d'argento (talvolta leopardito); nel 2° fasciato increspato d'azzurro e d'oro e alla banda diminuita di..., passata sulla trinciatura. (citato in (14)) alias Trinciato: nel 1° di rosso, al leone d'argento (talvolta leopardito); nel 2° fasciato increspato d'azzurro e d'oro, accompagnato dallo scudetto del Popolo fiorentino posto in capo (citato in (14)) |
|        | Rucellai (Firenze) leone passante di argento sul rosso del - trinciato di rosso e fasciato increspato di azzurro e di oro (10 pezzi) (citato in LEOM) |

### Rud
| Stemma | Casato e blasonatura |
| ------ | --- |
|        | Ruda (Cagliari) D'azzurro al cespuglio di due arbusti di ruta, uno attraversante sull'altro, in banda, nodriti sulla pianura erbosa, il tutto al naturale, ed accostato da due stelle di 8 raggi d'oro negli angoli del capo (citato in (9) e in DAlena) pianta di ruta inclinata verso sinistra su una seconda pianta di ruta entrambe uscenti da terrazzo di verde tutto al naturale su azzurro - 2 stelle (8 raggi) di oro poste in fascia in alto su azzurro (citato in LEOM) |
|        | Rudio (Los Angeles (USA)) 3 rose di argento su banda di rosso su - partito di oro e di argento (citato in LEOM) |

### Rue
| Stemma | Casato e blasonatura                                                       |
| ------ | -------------------------------------------------------------------------- |
|        | Ruella (Busca) Di rosso, a sei speronelle d'oro (2, 2, 2) (citato in (16)) |

### Ruf
| Stemma | Casato e blasonatura |
| ------ | --- |
|        | Ruffaldelli (Firenze) Di..., al leone di... alias Di..., al leopardo illeonito di... (citato in (14)) |
|        | Ruffaldi (Siena) Di..., alla banda doppiomerlata di..., accompagnata da due stelle a otto punte di..., l'una nel cantone sinistro del capo, l'altra nel cantone destro della punta (citato in (14)) |
|        | Ruffi troncato cuneato (inchiavato) d'argento e di nero (citato in (5) - pag. 136) |
|        | Ruffina o Ruffini (Ovada) Troncato d'argento e d'azzurro, alla quercia fogliata di verde, fustata e terrazzata al naturale, attraversante sulla partizione; col capo d'oro, caricato di tre gigli d'argento, posti 1, 2 (citato in (25)) |
|        | Ruffini (Tortona, Alessandria) Partito, al 1° troncato, d'oro, a tre fasce ondate, di nero, e di rosso, alla banda d'oro, al 2° d'argento, al leone di rosso (citato in (16)) |
|        | Ruffini (Reggio Emilia, Roma) 5 fasce diminuite e increspate di azzurro su oro - leone rampante di oro sormontato da - stella (6 raggi) dello stesso su azzurro (citato in LEOM) |
|        | Ruffino o Ruffini (Marene, Savigliano) Titolo: conti di Diano; consignori di Cavallerleone, Cervere; / conti di Castiglione Falletto, Ceresole, Palermo; baroni di Bojone; signori di Gattiera Di rosso, alla banda d'argento, caricata di due stelle, alternate con due crocette, il tutto, di nero, con un leone d'oro, illeopardito, passante nella banda Motto: Pour l'endure - Nisi Dominus aedificaverit (citato in (16)) |
|        | Ruffino (Messina, Siracusa) Titolo: barone di Capopassaro, Camemi di rosso, al leone d'oro, tenente con le zampe anteriori tre rami di palma dello stesso (citato in Mango) di rosso, con un leone d'oro, tenente tré ghirlande di verde alloro (citato in (20)) Corona di barone Notizie storiche in Famiglie nobili di Sicilia. |
|        | Ruffino (Genova) palato ondato di oro e di rosso di 4 pezzi (citato in LEOM) |
|        | Ruffio (Cesena) (la blasonatura non è stata ancora caricata) (citato in BLCW) Immagine in Blasone Cesenate. |
|        | Ruffo (Molise) Diviso inchiavato d'argento e di nero alias Spaccato inchiavato d'argento e di nero Cimiero: una testa e collo di cavallo inalberato di nero (citato in DAlena) |
|        | Ruffo o Ruffi (Susa) Inquartato, di rosso, al leone d'argento, e d'argento, al leone di rosso (citato in (16)) |
|        | Ruffo (Centallo) Troncato d'azzurro e d'oro, al leone dall'uno all'altro Motto: Virtute et labore (citato in (16)) |
|        | Ruffo (Napoli, Roma, Messina, Calabria) Titolo: barone di Giampilieri, Molino, Artelia; marchese di Licodia; duca della Bagnara; principi della Scaletta, Floresta, Palazzolo troncato: inchiavato d'argento e di nero (ramo di Scaletta) (citato in Mango e in (20)) alias troncato: inchiavato d'argento e di nero, a tre conchiglie di rosso ordinate nel primo (ramo Ruffo di Calabria) (citato in Mango e in (20)) Martello a corona di principe Cimiero: una testa e collo di cavallo inalberato di nero Notizie storiche in Famiglie nobili di Sicilia. Ulteriori notizie storiche in Famiglie nobili di Sicilia.             |
|        | Ruffo (Napoli, Roma, Calabria) 3 conchiglie poste in fascia di rosso sull'argento del - troncato inchiavato di 4 punte di argento su nero (citato in LEOM) |
|        | Ruffo (Tropea) diviso, inchiavato d'argento e di nero, con tre conchiglie di rosso nel capo dello scudo (citato in BLCL) Motto: Omnia bene Immagine in Tropea Magazine. |
|        | Ruffo (Bagnara) diviso, inchiavato d'argento e di nero (citato in BLCL) Immagine in Tropea Magazine. |
|        | Ruffo (Napoli, Roma, Calabria) troncato inchiavato di 5 punte di argento su nero - bordura composta di argento e di nero (citato in LEOM) |
|        | Ruffo (Napoli, Roma, Calabria) testa e collo di cavallo baio al naturale su campo non identificato (citato in LEOM) |
|        | Ruffo (Napoli, Roma, Calabria) grifo rampante di colore e campo non identificato (citato in LEOM) |
|        | Ruffo (Napoli, Roma, Calabria) 3 conchiglie al naturale poste in fascia sull'argento del - troncato inchiavato di 4 punte di argento su nero (citato in LEOM) |
|        | Ruffo (Napoli, Roma, Calabria) troncato inchiavato di 4 punte di argento su nero (citato in LEOM) |
|        | Ruffo (Bagnara, Baranello, Napoli) spaccato, cuneato di argento e di nero (citato in (19)) (Immagine nella Raccolta stemmi Trippini (JPG).) Motto: Vis unita fortior Notizie storiche in Nobili napoletani. |
|        | Ruffo di Calabria (Napoli, Roma, Firenze) Titolo: conte di Catanzaro, Montalto, Corigliano, Sinopoli, Nicotera; marchese di Crotone, Licodia, Crispano; duca di Guardia Lombardi, Santa Cristina; prin cipe di Scilla, Palazzolo, Ruffo di Calabria spaccato, cuneato d'argento e di nero, il capo caricato di tre conchiglie al naturale, ordinate in fascia (citato in (19)) alias spaccato, cuneato d'argento e di nero, il capo caricato di tre conchiglie di rosso, ordinate in fascia (ramo di Scilla) (citato in (19)) (citato in Araldica di Guardia dei Lombardi.) Motto: Omnia bene Notizie storiche in Nobili napoletani. |
|        | Ruffo di Castelcicala (Napoli) Titolo: barone di Castelcicala; duca di Calvello; principe di Castelcicala spaccato, cuneato di argento e di nero (citato in (19)) alias inquartato: nel 1º spaccato cuneato d'argento e di nero (Ruffo); nel 2º d'argento, a cinque crescenti montanti di rosso ordinati in decusse (Pinto); nel 3º d'argento a tre fasce di rosso (Carafa); nel 4º di rosso, a tre scaglioni d'argento, accompagnati in capo da un lambello di tre pendenti dello stesso (Ligni) (citato in (19)) Motto: Nunquam retrorsum Notizie storiche in Nobili napoletani.                                                   |
|        | Ruffoli (Firenze) D'azzurro, alla banda d'oro, accompagnata da tre stelle a otto punte dello stesso, 2.1 (citato in (14)) alias D'argento, alla morsa semiaperta di rosso, posta in banda (citato in (14)) (DE) In Silber 1 rote Kandare (citato in (23)) alias Di..., alla gemella in banda di..., accompagnata da una crocetta di... nel cantone sinistro del capo, e da un grugno di cinghiale di..., nel cantone destro della punta (citato in (14)) |
|        | Ruffoli (Firenze) Trinciato di... e di..., alla banda ondata attraversante sulla partizione dell'uno all'altro, e accompagnata nel primo da una stella a otto punte di... (citato in (14)) |
|        | Ruffoli (Toscana) (DE) In Blau 1 roter Schrägbalken (citato in (23)) |
|        | Ruffoni (Verona) colonna coronata di oro su terrazzo di verde sostenuta da - 2 grifi controrampanti verso la colonna al naturale coronati di oro tutto su partito di argento e di rosso (citato in LEOM) |
|        | Rufi (Cesena) (la blasonatura non è stata ancora caricata) (citato in BLCW) Immagine in Blasone Cesenate. |
|        | Rufo (la blasonatura non è stata ancora caricata) (citato in DAlena) |
|        | Rufoli (Molfetta) spaccato, d'azzurro e di rosso, alla fascia d'oro attraversante sulla partizione, nel 1° 3 gigli dello stesso ordinati in fascia, nel 2° 3 sbarre pure d'oro (citato in ) |
|        | Rufoli de Luca (Molfetta) partito di Rufoli e de Luca: Rufoli: spaccato, d'azzurro e di rosso, alla fascia d'oro attraversante sulla partizione, nel primo 3 gigli dello stesso ordinati in fascia, nel secondo 3 sbarre pure d'oro; De Luca: d'azzurro, al leone d'oro tenente nella branca destra una croce di Malta d'argento, alla banda dello stesso, caricata di 3 rose di rosso, attraversante sul tutto (citato in DAlena e in ) |
|        | Rufolo (Ravello) Bandato di rosso e di argento, al capo di rosso con tre gigli d'oro allineati in fascia (citato in DAlena e in Chiese di Ravello.) |

### Rug
| Stemma | Casato e blasonatura |
| ------ | --- |
|        | Rugarli (Torino) ara di argento accesa di rosso su verde - 3 pali di argento su rosso (citato in LEOM) |
|        | Rugarli (Torino) colomba al naturale su ramo di alloro dello stesso sull'azzurro del - troncato di azzurro e - palato di rosso e di argento (citato in LEOM) |
|        | Ruggeri o Ruggieri (Lendinara) braccio destro di carnagione uscente da sinistra afferrante una spada in palo al naturale su argento - rosso pieno - 3 palle di rosso poste 2,1 su argento - croce patente di rosso su oro (citato in LEOM) |
|        | Ruggeri (Cesena) (la blasonatura non è stata ancora caricata) (citato in BLCW) Immagine in Blasone Cesenate. |
|        | Ruggeri Buzzaglia (Volterra) fascia troncata di argento e di nero su verde accompagnata da - 5 gemme poste 3,2 in doppia fascia di argento - fascia palo di oro su azzurro - bue fermo al naturale sulla fascia sormontato a destra da - una cometa posta in sbarra di oro tutto su azzurro - losangato di argento e di rosso (2 file) in capo (citato in LEOM) |
|        | Ruggeri Laderchi (Sanremo) crocetta patente di rosso bordata di oro accompagnata da - 3 stelle (6 raggi) poste 1,2 dello stesso - testa di leone di oro in basso tutto su azzurro - scaglione rovesciato di verde bordato di argento su rosso (citato in LEOM) |
|        | Ruggi (Salerno, Trani, Napoli) di rosso alla banda d'argento caricata di un pardo di nero passante (citato in (19) alias di rosso alla banda d'argento caricata di un leone al naturale (citato in (19) alias di rosso alla banda d'argento caricata di un leone al naturale, accompagnata da due rose d'oro (citato in (19)) |
|        | Ruggi d'Aragona (Salerno, Trani, Napoli) Titolo: patrizio di Salerno, patrizio di Trani, marchese, conte, barone di rosso alla banda d'argento caricata di un pardo di nero passante (citato in (17)) alias di rosso alla banda d'argento caricata di un leone d'oro, si sogliono aggiungere due rose d'oro (citato in (17)) alias inquartata, nel 1° di rosso al leone d'oro passante e nel 4° d'argento pieno, (Ruggi). Nel 2° e 3° d'oro a quattro pali vermigli (d'Aragona) (citato in (19)) Notizie storiche in Nobili napoletani. |
|        | Ruggi d'Aragona (Salerno, Napoli) gatto passante di nero su banda di argento su rosso (citato in LEOM) |
|        | Ruggi d'Aragona (Salerno, Napoli) leone passante al naturale su banda di argento accompagnata da - 2 rose di oro poste in sbarra tutto su rosso (citato in LEOM) |
|        | Ruggieri (Pistoia) D'oro, al leone d'azzurro accompagnato in capo da una palla scaccata d'argento e di rosso; e alla banda attraversante di rosso (citato in (14)) |
|        | Ruggieri (Firenze) D'azzurro, alla branca di leone posta in palo accostata da due gigli e sormontata da una stella a sei punte, il tutto d'oro (citato in (14)) alias (DE) In Blau 1 schräggelegte abgerissene goldene Löwenpranke, begleitet oben von 1 achtstrahligen goldenen Stern, zu beiden Seiten von je 1 goldenen Lilie (citato in (23)) |
|        | Ruggieri Buzzaglia (Volterra) Partito: nel 1° di verde, alla fascia divisa d'argento e di nero, accompagnata da cinque triboli d'argento, 3.2; nel 2° d'azzurro, al bue d'argento passante sulla fascia-palo (il palo curvato verso l'angolo sinistro della punta), e accompagnato nel cantone sinistro del capo da una cometa ondeggiante in sbarra d'oro; il tutto abbassato sotto il capo losangato di rosso e d'argento (citato in (14))                                                                                            |
|        | Ruggiero o Roggiero Titolo: consignori di Mombaldone Troncato, d'azzurro, al leone d'oro, illeopardito, e d'azzurro, a tre pali, d'oro Motto: Uno conosce rugitu (citato in (16)) |
|        | Ruggiero (Tropea) d'azzurro a sei crocette d'oro ordinate 3-2-1- con capo di rosso al labello di tre pendenti d'oro (citato in BLCL) Immagine e notizie storiche in Tropea Magazine. |
|        | Ruggiero (Tropea) d'azzurro a sei gigli d'oro ordinati 3-2-1- col capo di rosso al labello a tre pendenti di'oro (citato in BLCL) Immagine e notizie storiche in Tropea Magazine. |
|        | Ruggini (Ravenna) guerriero armato di argento in maestà tenente mazza di oro posta in sbarra all'ingià verso la punta sinistra su azzurro (citato in LEOM) |
|        | Rugiadini (Pisa) D'oro, al ceppo di vite sradicato di verde, fruttifero di quattro pezzi di rosso (citato in (14)) |
|        | Ruginelli (Pistoia) Trinciato di rosso e d'oro, alla banda increspata d'azzurro passata sulla partizione (citato in (14)) |
|        | Rugini d'azzurro, all'uomo armato d'argento, ombrato di nero, tenente con la destra una mazza d'oro abbassata nel canton dritto, verso la punta dello scudo (citato in (5) - pag. 144) |
|        | Rugiu (Cagliari) banda di rosso su - leone rampante di oro su mare ondato di verde tutto su azzurro (citato in LEOM) |
|        | Rugolo o Ruzolo (la blasonatura non è stata ancora caricata) (citato in DAlena) |

### Rui
| Stemma | Casato e blasonatura |
| ------ | --- |
|        | Ruitz de Araciel (Milano) (la blasonatura non è stata ancora caricata) (Immagine nella Raccolta stemmi Trippini (JPG).) |
|        | Ruiz (Sicilia) D'oro, con un leone di rosso, rampante ad un albero, sradicato di verde; e la bordura di rosso, caricata da dieci crocette di Sant'Andrea d'oro (citato in (20)) Notizie storiche in Famiglie nobili di Sicilia. |
|        | Ruiz de Vega (Messina, Palermo) d'argento, a tre viole al naturale, stelate e fogliate di verde (citato in Mango) |

### Rul
| Stemma | Casato e blasonatura |
| ------ | --- |
|        | Rulli (Vasto) inquartato: nel 1 e nel 4 di rosso alla ruota d'oro di 6 raggi; nel 2 e nel 3 scaccato di 24 pezzi di nero e d'argento (citato in DAlena)     |
|        | Rulliard (Val d'Aosta) Partito, al 1° di rosso, alla spada d'argento, al 2° d'argento, alla chiave di rosso, l'ingegno all'insù, rivoltata (citato in (16)) |

### Rum
| Stemma | Casato e blasonatura                                                             |
| ------ | -------------------------------------------------------------------------------- |
|        | Rumbo (Napoletano) (la blasonatura non è stata ancora caricata) (citato in (19)) |

### Rus
| Stemma | Casato e blasonatura |
| ------ | --- |
|        | Rusca o Ruschis (Como, Torino) Titolo: consignori di Lisio Interzato in fascia, al 1° d'oro, all'aquila di nero, al 2° d'argento, al leone di rosso, illeopardito, accompagnato da tre trifogli di verde; al 3° bandato di rosso e d'argento alias Interzato in fascia, al 1° d'oro, all'aquila coronata, di nero, al 2° d'argento, al leone di rosso, illeopardito, accompagnato da due trifogli di verde; al 3° bandato di rosso e d'argento, di otto pezzi Motto: Nihil difficile volenti (citato in (16)) |
|        | Rusca (Milano) leone passante di rosso sulla troncatura accompagnato da 6 trifogli al naturale posti in gruppi 2,1 a sinistra e a destra in alto su argento - 3 bande di rosso su argento (citato in LEOM) |
|        | Rusca o Rusconi (Milano, Biaggio (Svizzera), Bagnacavallo, Forlì, Bologna) aquila di nero coronata di oro su oro - leone passante di rosso sulla troncatura accompagnato da 6 gruppi di 3 foglie di rusco poste 2,1 a sinistra e a destra tutto su argento - 3 bande di rosso su argento (citato in LEOM) |
|        | Ruscalia della Piovà (Pavia) Titolo: signori di Piovà e Castelvero Troncato di rosso e di verde, alla quercia d'argento, sostenuta a sinistra da un leone, d'oro, armato e linguato di rosso (citato in (16)) |
|        | Ruscalla (Torino) Troncato di rosso e d'azzurro, alla quercia d'argento, sostenuta a sinistra da un leone, d'oro, armato e linguato di rosso Motto: Pour bien servir (citato in (16)) |
|        | Ruscazio o Ruscatii (Pancalieri, Torino) D'azzurro, alla banda d'argento, carica di un'altra banda d'oro, orlata di rosso, accompagnata da due stelle d'oro, una in capo, l'altra in punta (citato in (16)) banda di oro con bordo trinciato di argento e di rosso su azzurro - 2 stelle (5 raggi) di oro poste in palo su azzurro (citato in LEOM) Motto: Adressez vous à Dieu |
|        | Ruschi (Pisa) Interzato in fascia: nel 1° d'oro, all'aquila dal volo spiegato di nero, talvolta coronata dello stesso; nel 2° d'argento, al leone leopardito al naturale accompagnato da sei trifogli di verde, ordinati tre per lato, 1.2; nel 3° d'argento, a tre pali di rosso (citato in (14)) aquila di nero su oro - leone passante al naturale accompagnato da 6 trifogli di verde posti in 2 gruppi 1,2 a sinistra e a destra del leone su argento - 3 pali di rosso su argento (citato in LEOM) alias Interzato in fascia: nel 1° d'oro, all'aquila dal volo spiegato di nero, talvolta coronata dello stesso; nel 2° d'argento, al leone leopardito al naturale accompagnato da sei trifogli di verde, ordinati tre per lato, 1.2; nel 3° d'argento, a tre bande di rosso (citato in (14)) |
|        | Rusconi di argento troncato: sopra al leone illeopardito di rosso accostato da sei trifogli al naturale, tre per parte; sotto a tre bande di rosso (citato in (4) – Vol. III pag. 702) |
|        | Rusconi o Rusca (Como) Titolo: signori di Arona Interzato in fascia, al 1° d'oro, all'aquila di nero, linguata di rosso, coronata e membrata del campo; al 2° d'argento, al leone passante, di rosso, accompagnato da sei foglie di pungitopo, di verde; al 3° bandato di rosso e d'argento Motto: Nihil difficile volenti (citato in (16)) |
|        | Rusconi Clerici (Milano, Modena) aquila di nero coronata di oro su azzurro - leone passante di argento coronato di oro tenente con la zampa destra una pianta di rusco di verde accompagnato da 2 trifogli dello stesso posti a sinistra e destra in alto tutto su rosso - 3 pali di rosso su argento (citato in LEOM) |
|        | Rusconibus (la blasonatura non è stata ancora caricata) (citato in DAlena) |
|        | Ruspaggiari (Parma) 3 stelle (5 raggi) di oro su fascia di argento su troncato di argento e di rosso - aquila coronata di nero su argento - 2 bande di argento su rosso (citato in LEOM) |
|        | Ruspaggiari (Reggio Emilia, Parma) 3 plinti di argento su sbarra di rosso posti nel senso della pezza su - leone rampante di oro su azzurro (citato in LEOM) |
|        | Ruspi (Firenze) D'argento, alla banda di nero accompagnata da due palle dello stesso, 1.1 (citato in (14)) (DE) In Silber 1 schwarzer Schrägbalken, an Ort- und Fußstelle begleitet von je 1 schwarzen Scheibe (citato in (23)) |
|        | Ruspoli (Firenze) D'azzurro, a due tralci di vite decussati e ridecussati, fruttiferi di un pezzo ciascuno e nodriti su un monte di sei cime, il tutto d'oro (citato in (14)) alias d'azzurro, a due tralci di vite al naturale, passati in croce di S. Andrea, fruttati d'oro e di rosso, moventi dalle due cime di un monte (6) d'argento (citato in (5) – pag. 48) |
|        | Ruspoli (già Marescotti) (Roma) Di azzurro, al monte di sei colli all'italiana, di oro, con due tralci di vite, bianca e rossa al naturale, decussati e ridecussati, nodridi sulla vetta dei colli inferiori laterali, cadenti verso la punta, ciascuno con grappini ed un grappolo (citato in (4) – Vol. V pag. 879) |
|        | Ruspoli (Roma) (la blasonatura non è stata ancora caricata) (Immagine nell' Archivio Storico Capitolino (PDF).) |
|        | Ruspoli o Marescotti (Roma) monte a 6 cime di oro uscente dalla punta cimato da - 2 tralci di uva incrociati per 2 volte fruttati al naturale (grappoli uno di oro e uno di rosso) su azzurro (citato in LEOM) |
|        | Ruspoli o Marescotti (Roma) monte a 6 cime di oro uscente dalla punta cimato da - 2 tralci di uva incrociati per 2 volte fruttati al naturale (grappoli uno di oro e uno di rosso) su azzurro - bordura composta di oro e di azzurro (citato in LEOM) |
|        | Ruspoli o Marescotti (Roma) monte a 6 cime di oro uscente dalla punta cimato da - 2 tralci di uva incrociati per 2 volte fruttati al naturale (grappoli uno di oro e uno di rosso) su azzurro - bordura composta di rosso e di argento (citato in LEOM) |
|        | Ruspoli (Cesena) (la blasonatura non è stata ancora caricata) (citato in BLCW) Immagine in Blasone Cesenate. |
|        | Russo (Cosenza) Troncato d'azzurro e di rosso, pieni (citato in DAlena e in BLCL) |
|        | Russo (Pozzuoli) Titolo: patrizio di Pozzuoli troncato di rosso e di oro, al leone dell'uno e dell'altro (citato in (17)) leone rampante troncato di oro e di rosso su troncato di rosso e di oro (citato in LEOM) alias troncato d'azzurro e rosso (citato in (17)) troncato di azzurro e di rosso (citato in LEOM) |
|        | Russo (Napoletano) (la blasonatura non è stata ancora caricata) (citato in (19)) |
|        | Rustichelli (Siena) D'oro, al mostro rampante troncato di drago di verde e di cavallo di nero (citato in (14)) |
|        | Rustichelli (Pisa) Di rosso, allo scaglione d'oro e al capo d'argento (citato in (14)) |
|        | Rustichelli (Firenze) Di nero, all'aquila dal volo abbassato d'argento, seminata di crescenti montanti del campo (citato in (14)) |
|        | Rustichelli (Firenze) Scaccato d'argento e d'azzurro, alla banda diminuita attraversante d'oro (citato in (14)) (DE) Unter 1 blauen Schildhaupt silber-blau geschacht, das Ganze überdeckt von 1 goldenen Schrägbalken (citato in (23)) alias Scaccato d'argento e d'azzurro, al capo del secondo e alla banda diminuita d'oro attraversante sul tutto (citato in (14)) |
|        | Rustichi (Firenze) D'argento, al leone di nero (citato in (14)) |
|        | Rustici (Firenze) D'azzurro, al grifone d'oro e al capo dell'Impero (citato in (14)) |
|        | Rustici (Siena) Partito e controtroncato in scaglione di nero e d'argento, a tre stelle a sei punte, 2.1, le due dell'uno nell'altro, e l'una dell'uno all'altro (citato in (14)) |
|        | Rustici (Siena) D'oro, al cane rampante di nero, collarinato d'argento e lampassato di rosso (citato in (14)) |
|        | Rustici (Abruzzo) D'azzurro alla fascia d'oro accompagnata in capo da un giglio dello stesso (citato in DAlena) |
|        | Rustici (Perugia) gallina di profilo al naturale su argento (citato in LEOM) |
|        | Rustici da Lucolena (Firenze) Troncato: nel 1° d'azzurro, alla stella a otto punte d'oro; nel 2° d'argento, alla bordura d'azzurro; e alla fascia d'oro sul tutto passata sulla partizione e caricata di una crocetta d'azzurro (citato in (14)) |
|        | Rusticucci (Cesena) (la blasonatura non è stata ancora caricata) (citato in BLCW) Immagine in Blasone Cesenate. |
|        | Rustighelli (Cesena) (la blasonatura non è stata ancora caricata) (citato in BLCW) Immagine in Blasone Cesenate. |

### Rut
| Stemma | Casato e blasonatura |
| ------ | --- |
|        | Rutati (Pistoia) Troncato d'oro e d'azzurro, al capro del secondo nel primo, passante sulla linea del troncato (citato in (14)) alias (DE) In Blau 1 goldenes Schildhaupt, belegt mit 1 blauen schreitenden Ziegenbock (citato in (23))                             |
|        | Ruth (Napoletano) (la blasonatura non è stata ancora caricata) (citato in (19)) |
|        | Rutiloni (Tolentino) leone rampante nascente di oro dalla troncatura afferrante con le zampe anteriori una stella (6 raggi) dello stesso sull'azzurro del - troncato di azzurro e di argento - compasso aperto punte al basso di nero sull'argento (citato in LEOM) |

### Ruw
| Stemma | Casato e blasonatura                                                                      |
| ------ | ----------------------------------------------------------------------------------------- |
|        | Ruw (Napoli) troncato, cuneato d'argento e di nero (citato in (2) - pag. 217 e in DAlena) |

### Ry
| Stemma | Casato e blasonatura |
| ------ | --- |
|        | Ryolo di Milazzo (Sicilia) Partito nel 1° d'azzurro, con tre stelle d'oro 1 e 2; nel 2° d'azzurro, con un leone d'oro; il partito sostenuto dalla campagna caricata da un mare d'argento, fluttuoso di nero, col pesce d'argento nuotante (citato in (20)) Notizie storiche in Famiglie nobili di Sicilia. |

### Rz
| Stemma | Casato e blasonatura |
| ------ | --- |
|        | Rzyszewki (Polonia, Italia) ferro di cavallo posto in arco di argento cimato da - una crocetta patente di oro tutto su azzurro (citato in LEOM) |